# Błonie Browarne
Błonie Browarne – część miasta Przeworska, w Polsce, w województwie podkarpackim, w powiecie przeworskim, w gminie miasto Przeworsk. Posiada identyfikator SIMC 0972536. Leży na obszarze Osiedla Nr 1. W pobliżu przepływa rzeka Mleczka. Na terenie Błonia został wybudowany dwór „Skaliszówka”.
Błonie Browarne wchodziło w skład Ordynacji Przeworskiej Książąt Lubomirskich. Znajdowały się tam zakłady przemysłowe, a przede wszystkim browar z miedzianym wyposażeniem, suszarnia i lodownia. Na mocy decyzji z 13 grudnia 1944 r. budynek administracyjny Ordynacji na Błoniu wraz z ogrodem został przeznaczony na szpital miejski.